# Kanasuta (album)
Pour les articles homonymes, voir Kanasuta.

Kanasuta est le neuvième album de Richard Desjardins, sorti le 23 septembre 2003 sur le label Fouknic. 

## Historique de l'album
Réalisé par Yves Desrosiers, l'album fait place à beaucoup d'arrangements de cordes, de guitare et de piano, qui viennent envelopper les textes de Richard Desjardins. Sorti au même moment que la tenue du congrès annuel forestier, le titre de l'album, Kanasuta, fait référence à une forêt dans le nord du Québec considérée d'une grande importance écologique et archéologique. En algonquin, Kanasuta signifie « là où les diables vont danser ». 

## Liste des titres de l'album
1. Notre-Dame des scories – 4 min 14 s
2. Kanasuta – 3 min 06 s
3. Le Saumon – 2 min 48 s
4. Jenny – 3 min 38 s
5. Eh oui, c'est ça la vie – 3 min 30 s
6. Le Gala – 2 min 00 s
7. Fossumbrone – 2 min 58 s
8. Buck – 3:01 s
9. Un trou perdu – 4 min 20 s
10. Que sont devenus mes amis? – 3 min 55 s
11. Desaparecido – 1 min 05 s
12. Nous aurons – 2 min 45 s
13. Les Veuves – 7 min 06 s
14. D'la grande visite – 2 min 23 s

## Prix et distinctions
- Grand Prix de l'Académie Charles-Cros (chanson), 2004
- Prix de l'Organisation internationale de la francophonie, 2004
- Prix Félix  de l'auteur-compositeur de l'année (ADISQ), 2004
- Prix Félix  de l'album de l'année – populaire (ADISQ), 2004